# دنيس ليند (سائق سباق)
دنيس ليند (بالدنماركية: Dennis Lind)‏ هو سائق سباق دنماركي، ولد في 3 فبراير 1993.

## وصلات خارجية
- دنيس ليند على موقع DriverDB.com (الإنجليزية)